# Mihailo Petrović
Mihailo Petrović (født 18. oktober 1957) er en serbisk tidligere fodboldspiller.

## Jugoslaviens fodboldlandshold
| Jugoslaviens landshold | Jugoslaviens landshold | Jugoslaviens landshold |
| År                     | Kmp                    | Mål                    |
| ---------------------- | ---------------------- | ---------------------- |
| 1980                   | 1                      | 0                      |
| Total                  | 1                      | 0                      |